# Innovazione (warenhuis)
Innovazione was een Zwitserse warenhuisketen, opgericht door Marx Lévy en Ernest Maus I. In 2000 werd het onderdeel van de Manor Groep.

## Geschiedenis
Innovazione werd in 1911 opgericht in Lugano als een warenhuis met zes medewerkers. Het ontwikkelde zich tot een warenhuis met 146 medewerkers in 1925. Een paar jaar later, in 1929, werd de onderneming omgezet in een naamloze vennootschap. Het bedrijf had toen al vestigingen in de belangrijkste steden van het kanton Ticino. In 1952 nam Innovazione het warenhuis Milliet & Werner over en werd daarmee het toonaangevende bedrijf op dit gebied in Ticino. Aan het einde van de 20e eeuw had de onderneming zo'n 15 vestigingen, bestaande uit warenhuizen, woonwinkels, restaurants en supermarkten) en had het ongeveer 1.500 mensen in dienst.
Het bedrijf, opgericht door Marx Lévy en Ernest Maus I, is door de geschiedenis heen een familiebedrijf gebleven en werd drie generaties lang geleid door de familie Benedick. De betrekkingen met de Maus Frères-groep leidden in 2000 tot het opgaan van de Innovazione-warenhuizen in de Manor-keten. Het bedrijf uit Ticino, dat op dat moment een jaaromzet had van ruim 300 miljoen Zwitserse frank, gaf het merk Innovazione op, maar kreeg een eigen bedrijfsnaam (Manor Sud SA).